# Olifat
Olifat (également connu sous le nom de Yelafath, Orofat, Iolofath ou Wolphat) est un dieu fripon de la mythologie micronésienne.

## Mythe
Olifat était le petit-fils du dieu Anulap (en), le fils du dieu Lugeilan (en) et de la mortelle Tarisso. Celle-ci était la fille de la déesse pieuvre Hit. Lorsque Hamulul, la femme de Lugeleng, tenta d'empêcher son union avec Tarisso, Hit dansa de manière si obscène que la femme s'évanouit et dut être ramenée au ciel, permettant ainsi la conception d'Olifat,.
Olifat est né de la tête de sa mère. Immédiatement après sa naissance, il s'est enfui, nettoyant le sang sur les troncs des palmiers et mordant son propre cordon ombilical, refusant d'être touché par des mains humaines. Anulap a averti la mère d'Olifat de ne jamais le laisser boire dans une noix de coco avec un petit trou, de peur que le jeune dieu ne découvre l'identité de son père. Cependant, Olifat but dans une noix de coco de ce genre et, inclinant la tête en arrière pour vider le lait, vit son père dans les cieux,,.
Olifat était jaloux de ses frères et sœurs, les croyant plus attirants que lui. Voyant deux de ses neveux jouer avec un requin, Olifat, par dépit, donna au requin des dents acérées avec lesquelles il mordit les mains des garçons. Sa sœur Lugoapup a identifié son frère comme le coupable, ce qui a amené les dieux à décider de rappeler Olifat au Ciel, étant donné qu'il causait trop de problèmes sur Terre.
Se rendant au paradis pour rendre visite à son père, Olifat sème le chaos chez les dieux, renversant leurs casseroles, les empêchant de dormir et séduisant leurs filles. Conscient de leur animosité, Olifat simula sa propre mort en grimpant dans les fondations d'une maison que les dieux étaient en train de construire. Lorsque les autres dieux enfoncèrent un poteau dans le trou où il se trouvait, Olifat se cacha dans une alcôve spécialement creusée et vomit des poignées de feuilles mâchées et de boue rouge. Les dieux, convaincus d'avoir vu les viscères d'Olifat jaillir, supposèrent qu'il était mort et comblèrent le trou. Cependant, Olifat utilisa la nervure centrale d'une feuille de palmier pour s'enfoncer dans le poteau de bois et dans les chevrons du bâtiment, où il frappa une coquille de noix de coco et se fit passer pour un esprit maléfique. Les autres dieux furent effrayés, mais Anulap comprit la ruse de son rejeton et lui ordonna de se coucher,.
De nombreuses tentatives furent faites pour tuer Olifat, mais il s'échappa à chaque fois par la ruse. Par exemple, lorsque les dieux tentèrent de le noyer dans un panier de pêche, Olifat s'échappa déguisé dans un canoë voisin, puis escroqua les autres dieux en leur retirant leur prise de poisson. Lorsqu'ils ont tenté de le brûler, Olifat a utilisé un rouleau de noix de coco pour se protéger des flammes et s'échapper.
Les autres dieux tentèrent alors de tuer Olifat en l'envoyant porter de la nourriture au tonnerre, mais en lui remettant le repas et en enrageant le tonnerre par son impudence, Olifat se cacha dans un roseau et s'en sortit indemne. Il est alors envoyé porter de la nourriture au Fela, un poisson prédateur. Le poisson a attrapé Olifat à un hameçon et l'a finalement tué. Le père d'Olifat retrouva son fils et le ressuscita ; il frappa alors le Fela avec une massue et brisa la mâchoire du poisson.
Olifat est accusé d'être à l'origine de nombreux problèmes dans la vie des Micronésiens, notamment le vin aigre, les mauvais œufs et les infestations de termites. Il serait également responsable des dents du requin, de la queue de la raie et des épines du poisson-scorpion. On lui attribue cependant l'exploit prométhéen d'apporter à l'humanité le secret du feu, en employant un oiseau pour faire descendre une braise du soleil. Il est également l'initiateur mythologique du tatouage.